# 赫爾斯特霍爾茨巴赫河

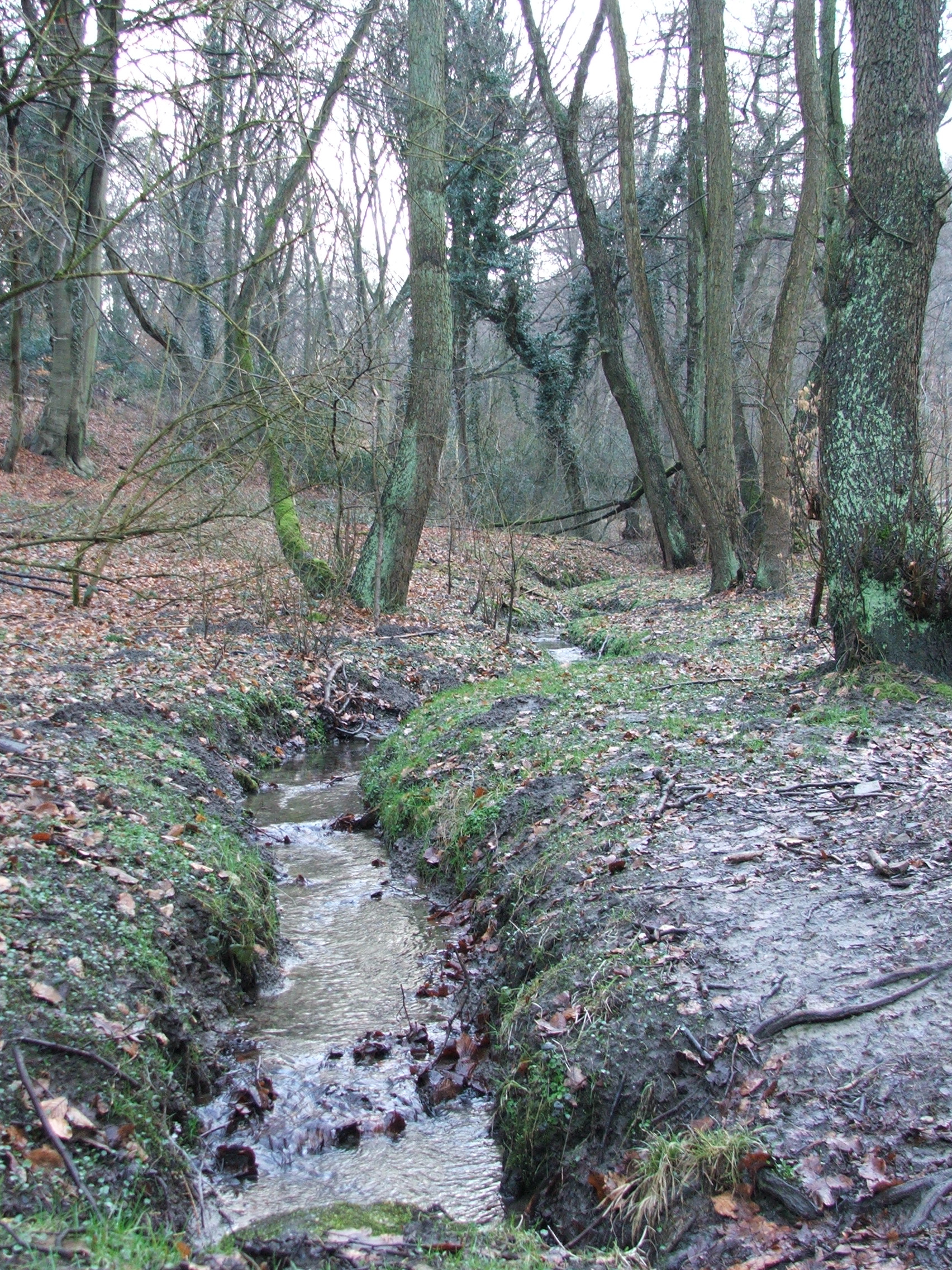

51°25′44″N 7°7′55″E / 51.42889°N 7.13194°E
赫爾斯特霍爾茨巴赫河（德語：Hörsterholzer Bach），是德國的河流，位於該國西部，處於北萊茵-威斯特法倫州，屬於魯爾河的支流，河道全長1.2公里，流域面積1.6平方公里。